# Greys River
Der Greys River ist ein etwa 99 km langer, linker Nebenfluss des Snake River im Westen des US-Bundesstaates Wyoming.

## Verlauf
Der Greys River entspringt als West Fork Greys River auf einer Höhe von 2632 m in der südlichen Salt River Range im Lincoln County an der Tri Basin Divide, unweit des Wasserscheidepunktes, an dem sich die Einzugsgebiete von Snake River, Bear River und Green River berühren. Von dort fließt er in nördliche Richtung durch den Bridger-Teton National Forest und bildet auf seinem weiteren Verlauf die Grenze zwischen Salt River Range im Westen und Wyoming Range im Osten. Er fließt auf seiner gesamten Strecke durch eine unerschlossene Gebirgslandschaft und erhält zahlreiche kleinere Nebenflüsse aus beiden Gebirgsketten. Bei Zusammenfluss mit dem Little Greys River wendet sich der Fluss nach Westen und mündet unmittelbar nördlich der Kleinstadt Alpine im östlichsten Arm des Palisades Reservoirs auf einer Höhe von 1719 m in den Snake River. Unmittelbar nordwestlich der Mündung treffen in Alpine Junction die U.S. Highways 26 und 89 aufeinander, zwei Kilometer westlich verläuft die Grenze zum Bundesstaat Idaho.

## Hydrologie
Der Greys River ist als Nebenfluss des Snake River Teil des Einzugsgebietes des Columbia Rivers, der in den Pazifischen Ozean entwässert. Das Einzugsgebiet des Greys River umfasst ein Areal von etwa 1180 km² und grenzt an die Einzugsgebiete von Cottonwood Creek und Horse Creek im Osten, des Hoback River im Nordosten, des Salt River im Westen sowie des Smiths Fork im Süden. Der mittlere Abfluss (MQ) am Pegel oberhalb des Palisades Reservoir beträgt 18,00 m³/s, die größten Abflüsse finden sich in den Monaten Mai und Juni.

## Belege
1. 1 2 3  
Greys River. In: Geographic Names Information System. United States Geological Survey, United States Department of the Interior (englisch).
2. ↑  USGS 13023000 GREYS RIVER ABOVE RESERVOIR, NEAR ALPINE, WY. Abgerufen am 17. Juni 2025.